# Lagoa Azul (Osvaldo Cruz)
Lagoa Azul é um distrito do município brasileiro de Osvaldo Cruz, no interior do estado de São Paulo.

## História

### Formação administrativa
- Distrito criado pela Lei n° 2.456 de 30/12/1953, com sede no povoado de Lagoa e território dos distritos de Salmourão e Osvaldo Cruz (sede)[3][4].
- Decreto nº 23.215 de 19/03/1954 - Cria a 1.ª subdelegacia de polícia do distrito de Lagoa Azul, no município de Osvaldo Cruz[5].

## Geografia

### Demografia

#### População urbana
| Crescimento população urbana | Crescimento população urbana | Crescimento população urbana | Crescimento população urbana |
| Censo                        | Pop.                         |                              | %±                           |
| ---------------------------- | ---------------------------- | ---------------------------- | ---------------------------- |
| 1960                         | 116                          |                              | —                            |
| 1970                         | 95                           |                              | −18,1%                       |
| 1980                         | 127                          |                              | 33,7%                        |
| 1991                         | 95                           |                              | −25,2%                       |
| 2000                         | 86                           |                              | −9,5%                        |
| 2010                         | 29                           |                              | −66,3%                       |
| Fonte: IBGE e Fundação SEADE |                              |                              |                              |

#### População total
Pelo Censo 2010 (IBGE) a população total do distrito era de 244 habitantes.

### Área territorial
A área territorial do distrito é de 73,170 km².

### Rodovias
O principal acesso ao distrito é a estrada vicinal Parapuã - Acesso 571/294.

## Serviços públicos

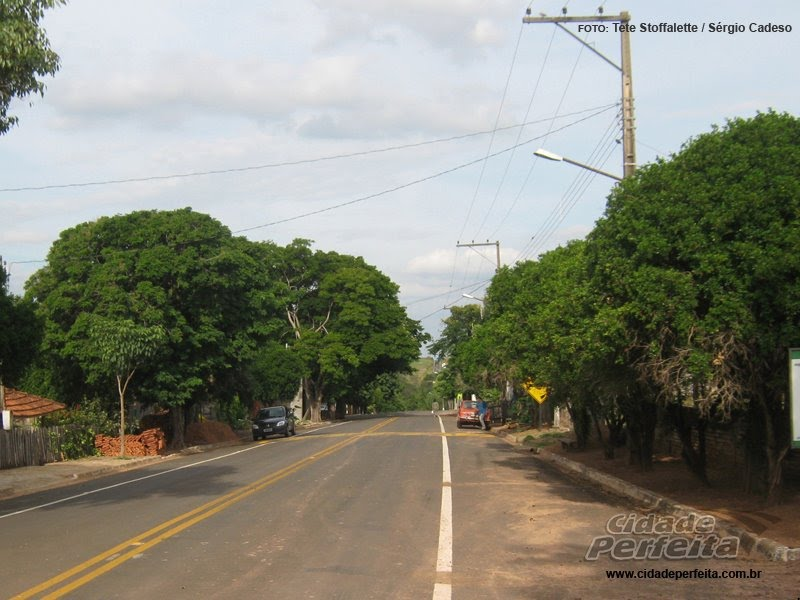
Aspecto local.

### Registro civil
Atualmente é feito na sede do município, pois o Cartório de Registro Civil das Pessoas Naturais do distrito foi extinto pela Resolução nº 1 de 29/12/1971 do Tribunal de Justiça do Estado de São Paulo e seu acervo foi recolhido ao cartório do distrito sede.

### Saneamento
O serviço de abastecimento de água é feito pela Companhia de Saneamento Básico do Estado de São Paulo (SABESP).

### Energia
A responsável pelo abastecimento de energia elétrica é a Energisa Sul-Sudeste, antiga Vale Paranapanema (distribuidora do grupo Rede Energia).

## Religião
O Cristianismo se faz presente no distrito da seguinte forma:

### Igreja Católica
- A igreja faz parte da Diocese de Marília[16].